# Danis zainis
Danis zainis är en fjärilsart som beskrevs av Hans Fruhstorfer 1915. Danis zainis ingår i släktet Danis och familjen juvelvingar. Inga underarter finns listade i Catalogue of Life.